# الحركة الدولية للغابات المطيرة

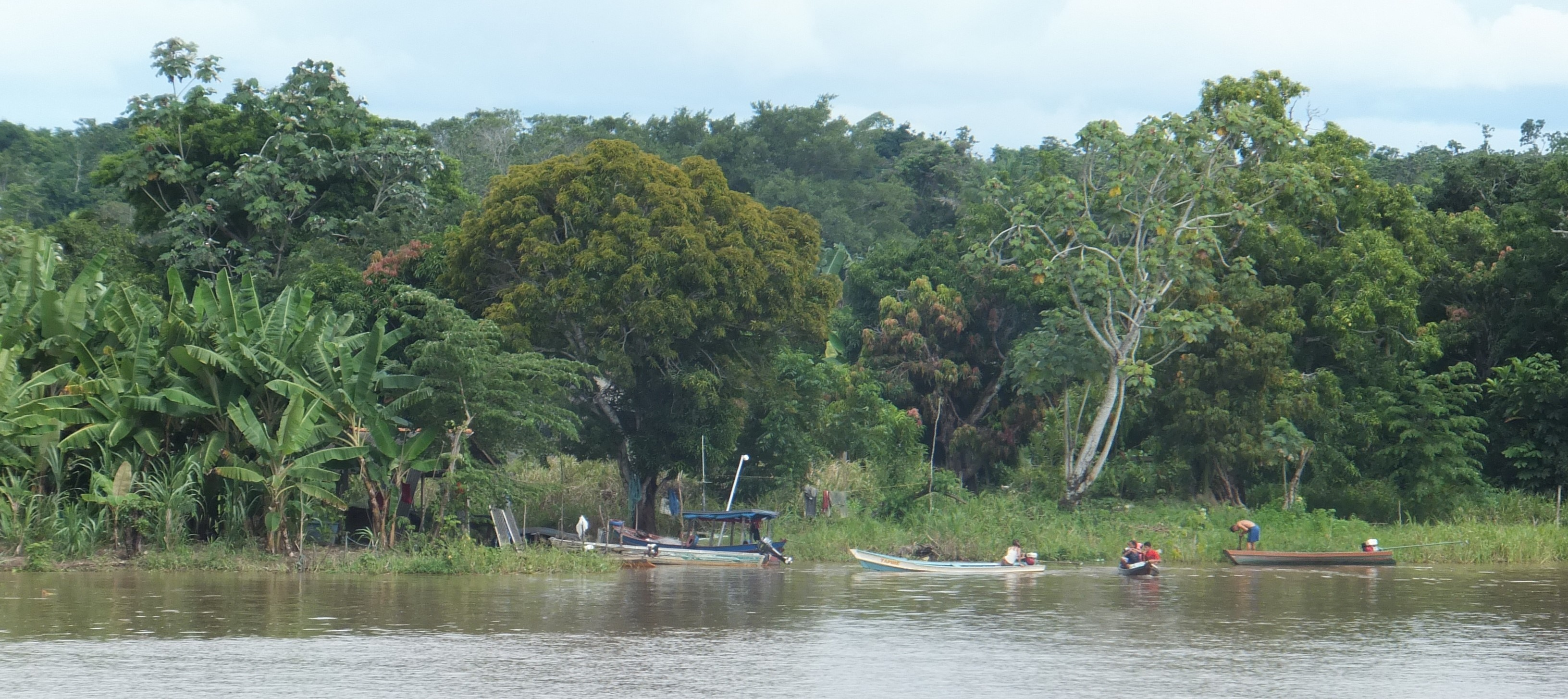
على طول نهر الأمازون، البرازيل

الحركة الدولية للغابات المطيرة World Rainforest Movement WRM هي مبادرة دولية تم إنشاؤها لتقوية الحركة العالمية للدفاع عن الغابات المطيرة، من أجل مكافحة إزالة الغابات وتدهورها. تأسست عام 1986 من قبل نشطاء من جميع أنحاء العالم.
تؤمن الحركة الدولية للغابات المطيرة أنه لا يمكن تحقيق هذا الهدف إلا من خلال النضال من أجل العدالة الاجتماعية والبيئية، من خلال احترام الحقوق الجماعية للمجتمعات التقليدية وحق تقرير المصير للشعوب التي تعتمد على الغابات في كسب عيشها. لذلك فإن إجراءات حركة حقوق المرأة موجهة لدعم نضالات الشعوب الأصلية ومجتمعات الفلاحين في الدفاع عن أراضيهم.

## الامانة العامة
تتكون الأمانة العامة الدولية لـلحركة من فريق صغير يضم أعضاء من دول مختلفة. المكتب الرئيسي في أوروغواي.

## مجالات العمل الرئيسية
- التوسع في زراعة الأشجار أحادية النوع لإنتاج الأخشاب أو السليلوز أو زيت النخيل أو المطاط أو الكتلة الحيوية. تشكل مزارع الأشجار الصناعية تهديدًا كبيرًا للمجتمعات خارج مناطق الغابات الاستوائية.
- آثار الشركات التي تستخرج الأخشاب والمعادن والمياه والوقود الأحفوري من أراضي الغابات، والبنية التحتية التي تدعم هذا الاستغلال.
- المبادرات التي يتم تقديمها على أنها «حلول» ولكنها في الواقع تؤدي فقط إلى تفاقم فقدان الغابات وتغير المناخ. وتشمل هذه الشهادات امتيازات إدارة الغابات، ومزارع الأشجار الأحادية، وتعويضات الكربون، وبرامج التعويض البيئي، من بين أمور أخرى.
- الاتجاهات الجديدة المتعلقة بخداع الشركات والسياسات الوطنية والدولية التي تسهل الاستيلاء على الغابات المجتمعية.
- النضال المحلي واستراتيجيات المقاومة للحركات والمنظمات والمجتمعات للدفاع عن أراضيها وغاباتها.
- الآثار المتباينة التي تواجهها المرأة عندما يتم التعدي على أراضيها والاستيلاء عليها: العنف الجنسي والتحرش والاضطهاد والحرمان من سبل العيش، من بين أمور أخرى.

## الأنشطة

### التعلم المتبادل ودعم النضال المجتمعي
- زيارة المجتمعات التي تكافح ضد تدمير غاباتها من أجل زراعة الأشجار وغيرها من مشاريع الشركات، لتبادل الخبرات والبت بشكل مشترك بشأن أشكال الدعم.
- اجتماعات الدعم التي تم إعدادها بشكل جماعي مع أفراد من المجتمعات والمنظمات والحركات الاجتماعية حول أسباب تدمير الغابات والاتجاهات العالمية والتهديدات والمقاومة المحلية.
- تعزيز التبادل بين النشطاء والمنظمات التي تقاوم التهديدات المماثلة لمعيشتهم.
- خلق مساحات من الثقة والتواصل السياسي لتقوية نضالات المجتمعات.
- إظهار التضامن مع النضالات المحلية والمجتمعية بناءً على مطالب المنظمات والمجتمعات والناشطين المعنيين.

### إنتاج ونشر المعلومات والتحليلات
- المشاركة في النقاشات والحملات الدولية لإبراز نضالات المجتمع وفضح التكتيكات الخاصة والحكومية في الاستيلاء على الأراضي.
- إنتاج التحليلات وكشف الانتهاكات - في الاماكن المحلية والدولية - حول آثار الحلول الزائفة لتدمير الغابات وتغير المناخ على المجتمعات.
- إنتاج تحليلات حول الاتجاهات الجديدة والسياسات الدولية المتعلقة بالمناخ والتنوع البيولوجي مع سكان الغابات المهددين بهذه المبادرات.
- تسهيل تدفق المعلومات بين المجموعات في مناطق مختلفة من العالم، على سبيل المثال بترجمة النصوص والالتماسات وتنبيهات الإجراءات إلى اللغات المحلية.
- نشر نشرة WRM، وهي نشرة إخبارية إلكترونية، منذ عام 1997.[2] إنه يفضح الصراعات والتهديدات والمقاومة في الغابات، فضلاً عن حلول السياسة الزائفة على المستويين الدولي والمحلي. المقالات مكتوبة من قبل نشطاء ومنظمات من جميع أنحاء العالم. يتم توزيع النشرة على أكثر من 10000 فرد ومنظمة في 131 دولة حول العالم.[3]
- إنتاج مواد متنوعة للناشطين والمجتمعات حول مواضيع محددة.
- الاحتفاظ بمكتبة على الإنترنت تحتوي على مواد الحركة الدولية للغابات المطيرة منذ عام 1996، وهي متاحة باللغات الإسبانية والفرنسية والإنجليزية والبرتغالية. تمت ترجمة بعضها أيضًا إلى لغات أخرى، مثل البهاسا الإندونيسية واللينجالا والملغاشية والسواحيلية والتايلاندية.

## الروابط الخارجية
- موقع الحركة الدولية للغابات المطيرة
- اليوم العالمي للغابات المطيرة